# Pe drumul către neant
„Pe drumul către neant” (titlu original: „Course: Oblivion”) este al 17-lea episod din al cincilea sezon al serialului TV american științifico-fantastic Star Trek: Voyager și al 112-lea în total. A avut premiera la 3 martie 1999 pe canalul UPN.
A fost regizat de Anson Williams după un scenariu de Bryan Fuller bazat pe o poveste de Fuller și Nick Sagan. „Pe drumul către neant” este o ramificație a intrigii episodului „Demon”  din al patrulea sezon.

## Prezentare
După ce B'Elanna Torres și Tom Paris se căsătoresc, radiații din suspațiu fac ca echipajul și nava să se dezintegreze.

## Actori ocazionali
- Majel Barrett - Voyager Computer (voce)